# Singafrotypa
Singafrotypa este un gen de păianjeni din familia Araneidae.
Cladograma conform Catalogue of Life:
| Singafrotypa | \| \| Singafrotypa acanthopus \| \| \| \| \| \| Singafrotypa mandela \| \| \| \| \| \| Singafrotypa okavango \| \| \| \| |
|              | \| \| Singafrotypa acanthopus \| \| \| \| \| \| Singafrotypa mandela \| \| \| \| \| \| Singafrotypa okavango \| \| \| \| |
|              | Singafrotypa acanthopus                                                                                                  |
|              | |
|              | Singafrotypa mandela |
|              | |
|              | Singafrotypa okavango |
|              | |